# Juan Antonio Carrasco Forrastal
Juan Antonio Carrasco Forrastal (La Paz, Bolívia, 30 de janeiro de 1945 – Madri, Espanha, 28 de outubro de 1972), filho de Antônio Carrasco de Bustillo e Olga Forrastal de Carrasco, foi um estudante do Instituto de Física da Universidade de São Paulo preso e torturado durante o período da Ditadura Militar.
É um dos casos investigados pela Comissão da Verdade, que apura mortes e desaparecimentos na ditadura militar brasileira, e se enquadra como desaparecido político. Seus restos mortais não foram encontrados nem entregues aos familiares até hoje. Com isso, Juan Antonio não pôde ser sepultado.

## Estudos e prisão
Nascidos na Bolívia e naturalizados brasileiros, Olga Forrastal de Carrasco e Antonio Carrasco Bustillo mudaram-se para o Brasil acompanhados dos filhos Juan Antonio e Jorge Rafael Carrasco Forrastel para o primeiro ser operado no Hospital das Clínicas em São Paulo. Juan tinha hemofilia, doença genética e hereditária que dificulta a coagulação do sangue e torna o indivíduo suscetível a hemorragias. Como não havia tratamentos para a doença na Bolívia e pela dificuldade na cura e no estancamento de feridas, em 1965, a solução da família foi viajar até o Brasil e amputar a perna esquerda de Juan, eventualmente substituída por uma prótese.
A família se estabeleceu na cidade de São Paulo. Antônio Bustillo começou a trabalhar como contador e Olga como secretária do Conselho Federal de Farmácia. Além disso, os irmãos Forrastal ocuparam os primeiros lugares no concurso da Embaixada do Brasil na Bolívia para estudos universitários, de acordo com o Convênio Cultural Brasileiro-Boliviano da época. Juan e Jorge se matricularam, respectivamente, nos cursos de Física Nuclear e Engenharia Elétrica na Universidade de São Paulo (USP).
Para terem mais dedicação aos estudos, como conta a mãe à Comissão Especial de Reconhecimento dos Mortos e Desaparecidos, do Ministério da Justiça, em janeiro de 1996, os irmãos foram morar no Conjunto Residencial da Universidade de São Paulo (Crusp), espaço de representação do movimento estudantil durante a ditadura militar.
Pouco antes das férias universitárias, no dia 17 de dezembro de 1968, quatro dias após o decreto do Ato Institucional Número Cinco (AI-5), os prédios do Crusp foram invadidos pelo Exército, Marinha e Força Pública. Entre 800 e 1.200 estudantes, professores e outros funcionários foram levados pelos militares, entre eles, Jorge Rafael. Por acaso, o outro irmão dormia no apartamento dos pais, na Praça Marechal Deodoro, no Centro de São Paulo.
De acordo com amigos e família, Jorge Rafael não tinha qualquer envolvimento com o movimento dos estudantes da USP. “Quando fomos presos, separaram todos os bolivianos [dos demais estudantes]. Os bolivianos presos não foram levados ao DOPS, mas ao II Exército. E os arquivos do II Exército não aparecem. Mas os bolivianos não participavam politicamente. Começou a ser difundida a ideia de que existia uma ligação entre o Che Guevara, que tinha morrido na Bolívia [em 1967], e o movimento universitário”, relatou o peruano Gonzalo Pastor Castro Barreda, estudante de Engenharia Eletrônica na época, à revista Associação dos Docentes da USP (Adusp) de outubro de 2012. Barreda atuava como fotógrafo para o jornal Vanguarda, da Associação de Universitários Rafael Kauan (AURK), grupo que coordenava os moradores do Crusp. O estudante peruano morava no apartamento 305-B do conjunto residencial e também foi um dos presos na invasão do dia 17.
Vale ressaltar que não havia acusação formal contra Jorge Rafael. "Nenhum deles tinha envolvimento político, pois só queriam estudar para se formar bons profissionais", escreveu Olga Forrastal em 1996. Também à Adusp de outubro de 2012, a irmã de Juan e Jorge, Teresa Carrasco de San Martin, confirmou que não ter envolvimento com atividades políticas era um dos requisitos para que estrangeiros como a sua família obtivessem direito a vagas nas universidades brasileiras. Deveriam, inclusive, assinar um documento que garantia a não participação política em meio ao cenário conturbado nacional. Na Carteira de Identidade para Estudante-Convênio assinada por Juan Antonio, por exemplo, o item número 4 do termo de compromisso do "beneficiário das regalias do estudante-convênio" afirma que este se compromete a "não me imiscuir em política interna brasileira". Nem os estudantes nem os pais tinham envolvimento com política no seu país de origem ou no Brasil.
O relatório final do Inquérito Policial-Militar (IPM) do Crusp nem menciona os irmãos Forrastal. Entre tantos estrangeiros vivendo nos apartamentos do prédio, como era o caso de Juan e Jorge, "alguns eram clandestinos e outros, excursionistas andarilhos, que passavam meses residindo em apartamentos", afirmou o Coronel Albin. O homem do Exército chamou de "atividades políticas subversivas" aquelas praticadas por Barreda e tantos outros, como é o caso do panamenho Aramis Arauz Guerra, do paraguaio Ruben Anibal Galindo e do espanhol José Cesarco Raimundez Alvarez. Poucos eram os alunos de fala espanhola na Escola Politécnica da USP. Ninguém sabia ao certo o que acontecia com os irmãos.
Teresa Carrasco acredita que, dois dias depois da invasão, Juan Antonio soube o destino do irmão e foi até o quartel-general do II Exército, no Ibirapuera, procurá-lo. No entanto, mesmo hemofílico e portador da prótese na perna esquerda, Juan foi imediatamente preso. "Sequer passou pela cabeça dos militares que, fosse ele um militante político de organização clandestina, jamais apareceria no Exército à procura de qualquer pessoa, muito menos uma semana após a aprovação do draconiano AI-5", escreve a reportagem da Adusp. Detido pelos militares sob o argumento de ser aluno da USP, tiraram-lhe a bengala e a perna ortopédica e iniciaram as torturas em busca de informações sobre sua participação no movimento contra o governo e colegas de militância.

## Tortura
Juan Antonio foi torturado logo que foi preso no II Exército. Depois de retirarem a prótese da perna esquerda do estudante, os militares aplicaram-lhe surras que ocasionaram hematomas generalizados pelo corpo de Juan, já que era hemofílico. Os pais saíram em busca dos filhos em vários quartéis da cidade até encontrarem-nos no II Exército, no Ibirapuera. Preocupada com a saúde cada vez mais debilitada de Juan Antonio, acompanhada pelo cônsul da Bolívia em São Paulo, Alberto del Caprio, Olga conseguiu a transferência de seu filho para o Hospital das Clínicas. Juan, na época, estava para completar 24 anos.
Em depoimento ao Ministério da Justiça em comissão especial em 1995, o fiscal aposentado do Ministério do Trabalho José Moura Neves relata que "os jovens Jorge e Juan eram pessoas de vida absolutamente comum às dos jovens da época". Ainda, "soube através dos pais de Juan Antonio que o mesmo estava internado no Hospital das Clínicas" após "graves torturas e agressões por parte dos órgãos policiais". José Moura, sua esposa e o filho eram vizinhos da família Carrasco.
Retornando para a guarda do Exército e custodiado por soldados, que sequer esperaram sua recuperação, Juan foi novamente transferido, agora para o Hospital Militar de Cambuci, também em São Paulo, onde as torturas físicas continuaram e surgiram ameaças psicológicas contra o jovem.
Após um período no Hospital Militar do Cambuci, ambos os filhos de Olga e Antonio desapareceram sem notícias deles. Logo, a família descobriu que Juan Antonio e Jorge Rafael estavam no Quartel de Quitaúna – hoje também conhecido como 4° Batalhão de Infantaria Leve (4º BIL) –, onde, sob as ordens do Coronel Sebastião Alvim, eram torturados cruelmente. Segundo Olga, Juan teve inclusive os órgãos genitais queimados com cigarros acesos. "A saúde física e psicológica de meus filhos foi terrivelmente vulnerada, em especial a saúde mental do meu filho Juan Antonio", contou a mãe em 1996.
Os irmãos foram soltos do Quartel ed Quitaúna poucos dias antes do início do ano letivo de 1969, cerca de dois meses depois da invasão ao Crusp. Juan e Jorge retornaram para casa.

## Sequelas das torturas
Novamente em casa, Jorge Rafael conseguiu continuar os estudos em Engenharia Elétrica na USP. Formou-se na faculdade ainda em 1969, antes mesmo de completar os 23 anos, e, em seguida, mudou-se para Curitiba, no Paraná. Segundo a mãe, tinha medo de falar dos acontecimentos dos meses anteriores, "provavelmente pelas ameaças de represália feitas quando estava preso", como Olga escreve.
A mudança de Jorge veio graças a um concurso que prestou para engenheiro da Telecomunicações do Paraná (Telepar), operadora de telefones do estado. Casou-se no ano seguinte com Elvira Dulce Altoe e assumiu o cargo de engenheiro-chefe na empresa. Porém, faleceu em um acidente de automóvel. Elvira estava grávida na época. À Adusp, a irmã Teresa Carrasco conta que "Jorge pensava que não poderia mais ter filhos, por conta dos choques elétricos que havia sofrido nos órgãos genitais durante a prisão. Então foi uma alegria muito grande para ele quando descobriu que a sua mulher estava grávida". A filha, Rafaela Carrasco Altoe, nasceu em abril de 1971, seis meses após o sepultamento do pai.
Quanto ao irmão Juan Antonio, este estava abalado com os acontecimentos daqueles anos. Liberado do Quartel de Quitaúna, foi internado no Departamento de Psiquiatria do Hospital das Clínicas por várias semanas. Em meio à angústia, tentou se matar cortando os pulsos. Após o episódio, os pais decidiram levá-lo de volta à sua casa, o que não duraria muito tempo.
Conversando com Juan no Hospital das Clínicas, o vizinho da família José Moura recebeu a confirmação das torturas sofridas quando Juan estivera preso. O aposentado constatou que o jovem estudante tinha os braços enfaixados em razão dos novos ferimentos e aparentava grande agitação psíquica. Juan foi transferido para o Hospital de Psiquiatria Vila Mariana, órgão do Governo do Estado, para novo tratamento. "Saindo desse Hospital, não queria mais morar em São Paulo, pois tinha medo de tudo e não se interessava por nada, nem mesmo pelos seus estudos", escreveu Olga ao Ministério da Justiça, referindo-se ao ano que restava para Juan concluir o curso de Física Nuclear na Universidade de São Paulo. "Antes com a perna amputada, primeiro com moletas e depois com a perna ortopédica, por nenhum motivo deixava de assistir a suas aulas".
Juan Antonio apresentava sequelas do período em que foi preso e torturado no II Exército e no Quartel de Quitaúna. Mary Deheza Balderrama, amiga da família, relatou em depoimento dado à Comissão Especial de Mortos e Desaparecidos Políticos (CEMDP) que Juan Antonio "não era mais o mesmo. O moço alegre, otimista e confiante, cedera lugar a outro com graves alterações psíquicas, amedrontado com tudo, não podia ver um militar. Mesmo faltando apenas um ano para terminar o curso de Física Nuclear, não queria mais voltar às aulas nem lecionar conforme fazia antes”.

## Morte
Após algum tempo de internação no Hospital de Psiquiatria Vila Mariana, Juan Antonio foi levado pela família para a Espanha, com o intuito de tentar recuperá-lo. Lá, devido à hemofilia e ao estado psicológico, foi internado no Hospital da Cruz Vermelha de Madri. A família, ainda morando no Brasil, soube do ocorrido por meio de um telegrama enviado pela instituição. Olga viajou imediatamente para a capital espanhola.
No dia 28 de outubro de 1972, após 12 dias de internação no Hospital da Cruz Vermelha, Juan Antonio teve alucinações e delírios e, durante um momento em que sua mãe estava na sala de espera dos visitantes do centro hospitalar, desligou todos os aparelhos que o mantinham vivo.

## Processo jurídico
Um dos desejos de Juan Antonio antes de se suicidar era ser sepultado junto aos restos mortais do irmão Jorge Rafael. Olga Forrastal relata que ela e o marido tiveram que viajar duas vezes novamente a Madri para realizar o translado das cinzas, em vão. Na Espanha, era proibida a cremação após o falecimento de alguém no país.
Sem recursos financeiros para voltarem a Madri, parentes e amigos que moravam na cidade enviaram as cinzas do filho de Olga e Antônio, agora autorizados pelo governo espanhol, entre outubro de 1993 e janeiro de 1994. "Mesmo passados mais de vinte anos, não há dinheiro que possa compensar nosso sofrimento e a vida do meu filho Juan Antonio, cuja morte é de responsabilidade total de um Governo que devia guardar e respeitar a completa integridade de estudantes de Convênios Culturais, pois estão sob custódio", foi o que a mãe da família Carrasco escreveu no documento à Comissão Especial de Reconhecimento dos Mortos e Desaparecidos.
O casal Carrasco, em 1996, pediu ressarcimento sobre as despesas provenientes da morte de Juan Antonio e também pelas consequências das torturas pelas quais o jovem estudante de Física passou. O pedido de indenização foi recusado pela Comissão de Direitos Humanos "por ele [Juan Antonio] ter falecido fora no Brasil", mesmo com as explicações apresentados num dossiê de quase 50 páginas enviado ao ministro da Justiça naquele ano, Marcio Tomás Mattos.
Em 2005, após a morte do marido por doença, Olga tenta um novo pedido de indenização, agora pelas torturas sofridas pelos dois filhos após a invasão ao Conjunto Residencial da Universidade de São Paulo. Dois anos depois, a mulher continuava exigindo o pagamento. "O Dr. Augustino Pedro Veit me informou que aproximadamente será ditada uma Lei, abrindo novamente a possibilidade de receber a indenização pelas torturas sofridas por meu filho Jorge Rafael", escreveu Olga em documento à Secretaria da Justiça de São Paulo. Não há novas informações acerca do caso.